# L'atomo
L'atomo. Storia di un mondo invisibile è un romanzo avventuroso fantascientifico scritto e illustrato dall'autore italiano Yambo (pseudonimo di Enrico Novelli) pubblicato a puntate nel 1906 e in volume nel 1912.
Il romanzo, illustrato con sei illustrazioni dell'autore stesso, è tra i primi in Italia a trattare del rimpicciolimento dell'essere umano e dei "mondi dentro l'atomo", temi che sarebbero divenuti in seguito classici nella fantascienza del Novecento dedita al filone dell'esplorazione dei nuovi mondi aperti dall'innovazione scientifica e tecnica.
Yambo ne pubblicò un rifacimento nel 1919, dal titolo Un viaggio al centro dell'Universo Invisibile.

## Trama
Il professore di filosofia e cultore di scienze Tommaso Kappelmans vive con la vecchia e fedele governante Suzel e il cane barbone Frantz. Determinato a esplorare l'infinitamente piccolo, mette a punto un procedimento che gli consente di ridursi a dimensioni subatomiche.
Rimpicciolito al punto da penetrare nell'atomo di un granello di polvere, il miope scienziato scopre Rotor, un mondo abitato da una civiltà evoluta ma brutale, dedita alla guerra e alla distruzione.
Catturato e condotto al cospetto della giovane regina rotoriana, Kappelmans tenta di introdurre ideali di pace e cooperazione, cercando di redimere la sovrana, ma i suoi sforzi restano vani.
Consapevole del pericolo, il professore riattiva il meccanismo di ingrandimento e torna alle dimensioni normali; Rotor svanisce alla vista come un minuscolo granello di polvere.

## Critica
La studiosa Giulia Iannuzzi indica il romanzo di Yambo come uno dei primi esempi italiani del filone «mondi dentro l'atomo», sorta di risposta fantastica alle prime teorie atomiche del XX secolo, parallelo ma non collegato a Tremila anni fra i microbi (Three Thousand Years Among the Microbes) del 1905 di Mark Twain.

## Edizioni
- Yambo, L'atomo, in Letture per la Gioventù e per la Famiglia a. VIII, n. 5-14, 1ª ed., G. Scotti, 1906.[1]
- Yambo, L'atomo, collana Letture Amene ed Istruttive per la Gioventù, G. Scotti, 1912.[1]
- Yambo, Un viaggio al centro dell'universo invisibile, con 18 disegni, Rocca San Casciano, Cappelli, 1919.
- Yambo, L'atomo. Storia di un mondo invisibile, Vallardi, 1937.[5]

## Galleria d'immagini

Illustrazioni dell'autore
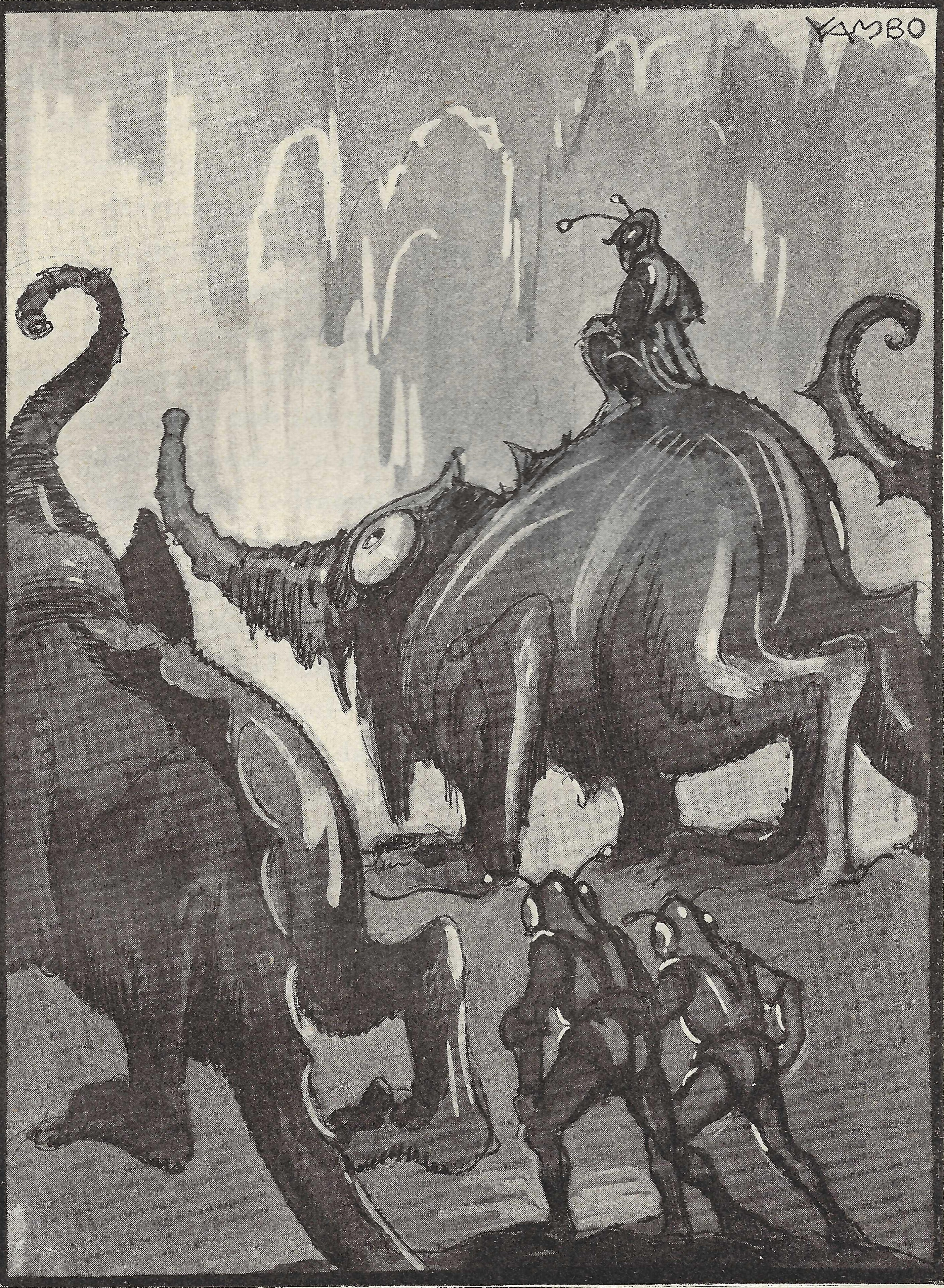
I guerrieri
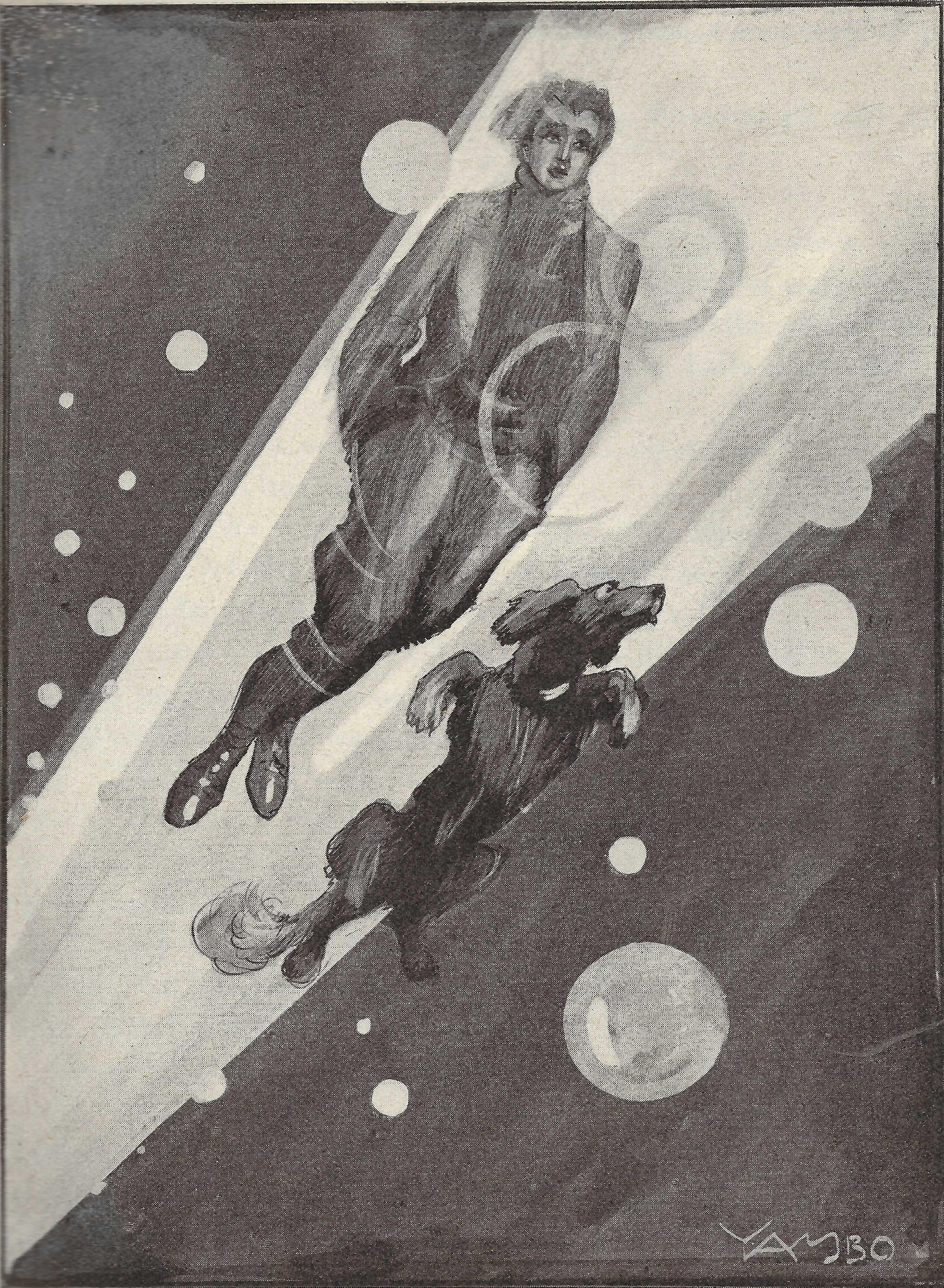
Il filosofo
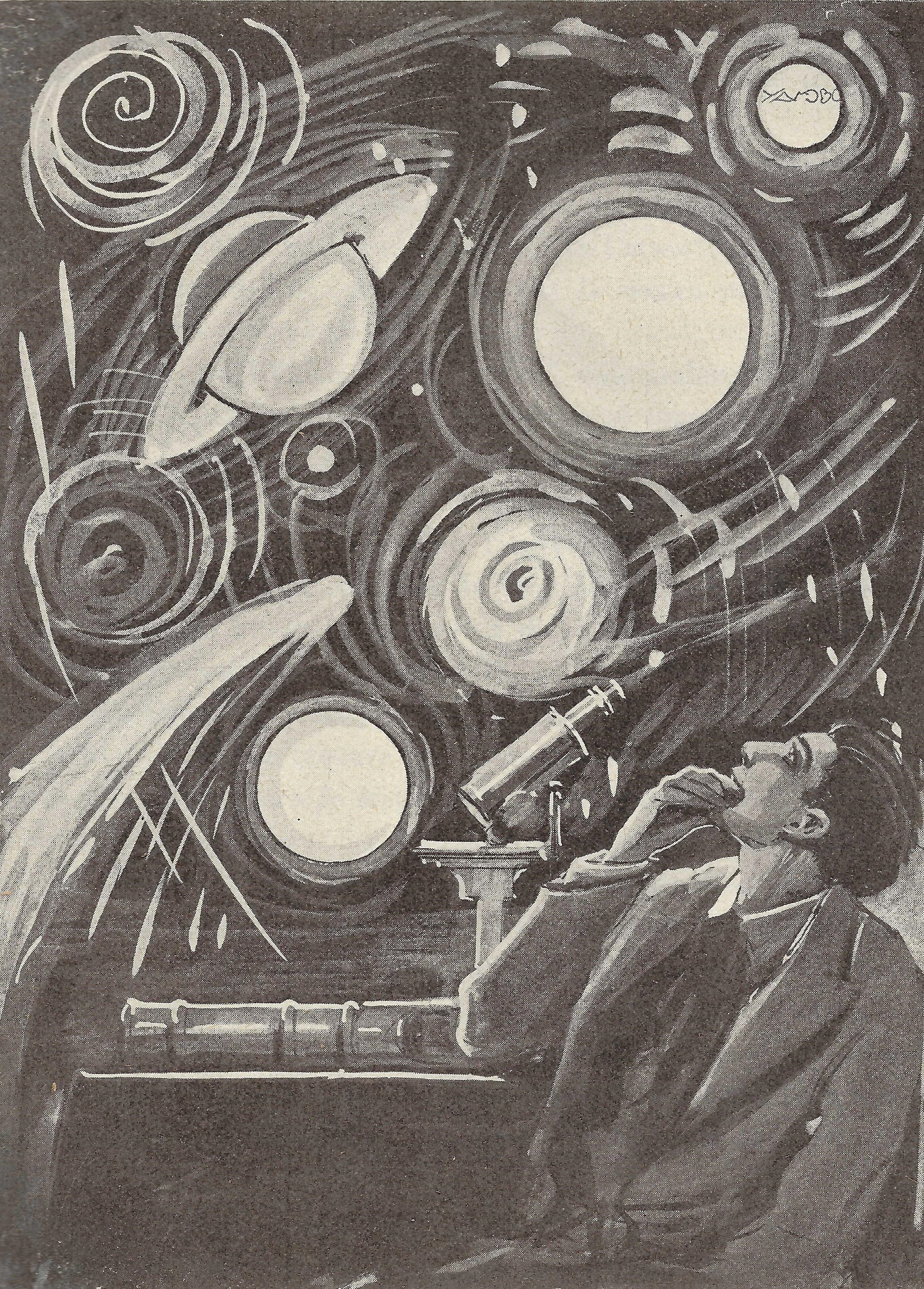
Si concentravano...